# Christian Devillers
Pour les articles homonymes, voir Devillers.
Christian Devillers, né à Paris le 4 décembre 1946, est un architecte urbaniste français.

## Biographie
Né en 1946, il commence ses études d'architecture à l'École des beaux-arts dans l’Atelier Pingusson, participe au mouvement étudiant du Grand Palais et rejoint l'Unité pédagogique 8 (UP8) animée par Bernard Huet dès 1969. Parallèlement, il obtient une maîtrise d'urbanisme à l'Université Paris-VIII-Vincennes sous la direction de Pierre Merlin et un master d'architecture en 1972 à l'université de Pennsylvanie aux États-Unis.
Après un an d'études auprès de Louis Kahn à Philadelphie en 1971-1972, il se consacre à la recherche à l'Institut d'études architecturales et urbaines. En 1974, il intègre l'agence Paul Chemetov-AUA en tant que collaborateur puis comme associé jusqu'en 1984, poursuivant en parallèle ses recherches et ses publications. Il est chargé de la Zone d'aménagement concerté (ZAC) dite de la Commune de Paris, à Aubervilliers, du plan de réaménagement de la Zone à urbaniser en priorité (ZUP) de Montreynaud à Saint-Étienne, participe au concours pour le ministère des Finances et le musée de la Villette, et achève en 1984 le parking des Chaumettes à Saint-Denis pour lequel il obtient le prix de l’Équerre d’argent.
De 1984 à 1990, il interrompt sa pratique professionnelle pour enseigner à plein temps, se consacrant particulièrement à l'analyse de l'architecture moderne. Il est professeur à l'École d'architecture de Nancy et de Paris-Tolbiac et donne des cours dans les universités de Genève, Harvard, Barcelone, Kentucky Fall et Toronto.
En 1990, il ouvre son agence et exerce son activité dans trois domaines :
- le projet urbain : aménagement des terrains Renault à Boulogne-Billancourt ; la Plaine Saint-Denis ; Montreuil[2] ; Vigneux ; Roubaix-Tourcoing ; Villetaneuse ; Nanterre ; Paris Rive-Gauche (secteur Austerlitz)[4] ; Marseille Euroméditerranée (secteur Littoral) ; Lille (Euralille) ; et Grenoble (ZAC de Bonne).
- les infrastructures urbaines : couverture A6b, infrastructures et espaces publics d'Euroméditerranée (Littoral), Tram T3 à Paris, L2 contournement nord de Marseille[5], tram T1 de Noisy-le-Sec à Val-de-Fontenay.
- l'architecture : immeuble des AGF, boulevard des Italiens à Paris ; ensembles de logements à Montreuil, Vitry, Paris ; marchés couverts à Aubervilliers et Colombes ; Centre de Recherche Européen pour Saint-Gobain à Cavaillon ; immeuble de bureaux et commerces ; 350 logements en cours de réalisation.

De 1995 à 1999, il est également professeur à l'École nationale des ponts et chaussées (chaire de composition urbaine) et anime l'Atelier national Projet Urbain avec Ariella Masboungi au ministère de l'Équipement jusqu'en 2000. Au début des années 2010, il participe à la reconception de l'écoquartier du Danube à Strasbourg, sur une zone correspondant à d'anciennes friches portuaires, et au plan directeur de rénovation du quartier de l' ex-CEAT de Jolimont à Toulouse.
Pendant ces années de pratique, Christian Devillers n'a cessé d'écrire de très nombreux articles dont une grande partie développe et approfondit sa réflexion sur la notion de projet urbain.
Son œuvre a été couronnée par plusieurs prix, l'Équerre d'argent en 1984 pour le parking des Chaumettes, le Grand prix du projet urbain en 1993 pour la Plaine Saint-Denis, la médaille d'argent de l'Académie d'architecture en 1994 et le Grand prix de l'urbanisme et de l'art urbain en 1998.
Christian Devillers est le père de la journaliste Sonia Devillers, dont la mère, Marina, née le 15 septembre 1947 à Bucarest, d'origine juive roumaine et évoquée par sa fille dans l'ouvrage d'histoire familiale Les Exportés, est également architecte.

## Réalisations
- Lotissement dense de maisons individuelles à Saint-Jacques-de-la-Lande (Ille-et-Vilaine)
- 1984 : parking République, Saint-Denis (Prix de l'Équerre d'argent)
- Projet urbain de la Plaine Saint-Denis
- Résidence Centr’Ile, Saint-Étienne
- Projet universitaire et urbain de Villetaneuse
- Schéma directeur d'aménagement du campus de Nanterre
- 2005 : Immeubles de bureaux Le France et Le Seine, ZAC Paris Rive Gauche
- ZAC Paris Rive Gauche : architecte coordinateur du quartier Austerlitz Nord
- 2004 - 2012 : ZAC Bon Lait à Lyon : architecte en chef de la ZAC
- 2006 - l'écoquartier Ginko, Bordeaux (en collaboration avec Olivier Brochet)[10]
- 2007 - : Aménagements urbains de l'extension de la Ligne 3a du tramway d'Île-de-France entre Porte d'Ivry et Porte de Charenton.
- 2010 : Plan urbain de la ZAC de Bonne, Grenoble
- 2011/2012 : Plans de l'écoquartier Danube à Strasbourg[11]

## Distinctions
- Prix de l'Équerre d'argent 1984[3]
- Grand prix de l'urbanisme 1998[12]
- Prix de l'art urbain 1998
- Prix de la Biennale de l'habitat durable en 2006